# Het Trouwfeest van Juffrouw Beulemans
Het Trouwfeest van Juffrouw Beulemans (Brussels: De Traafiest van Mademoiselle Beulemans, Frans: Le Mariage de mademoiselle Beulemans) is een blijspel van Fernand Wicheler en Frantz Fonson, opgevoerd in het théâtre de l’Olympia in Brussel op 18 maart 1910. Daarna werd het op 7 juni 1910 nog eens opgevoerd in het théâtre de la Renaissance te Parijs.
Vanaf het begin is het stuk, uitgevoerd in het Frans met een contrasterende couleur locale door het Brusselse dialect en humor, een waar succes in België en in het buitenland. Als wezenlijk onderdeel van de Brusselse folklore wordt het stuk nog regelmatig herschreven en opgevoerd. Onder de vele vertolkers hebben met name Gustave Libeau en Jacques Lippe hun persoonlijk stempel op het stuk gedrukt.
Het stuk ligt aan de oorsprong van de term verbeulemansing.

## Korte samenvatting
Het stuk speelt in Brussel, waar Suzanne Beulemans, dochter van een rijke brouwer, wordt uitgehuwelijkt aan Séraphin Meulemeester, zoon van een concurrerend brouwer. De jongeman en zijn vader lijken beiden vooral geïnteresseerd in de bruidsschat van de jonge verloofde.
Maar Séraphin heeft een rivaal in de persoon van Albert Delpierre, een jonge Parijzenaar die stage loopt in brouwerij Beulemans en stiekem verliefd is op het meisje. Séraphin vertrouwt Albert toe dat hij een verhouding heeft met een arbeidersvrouw met wie hij een kind heeft gekregen. Albert belooft Séraphin niets tegen Suzanne te zeggen, maar zij wordt ervan op de hoogte gebracht door Isabelle, hun dienstmeisje. Juffrouw Beulemans verbreekt dan de verloving met Séraphin en overreedt hem terug te keren naar degene van wie hij houdt en naar zijn zoon. Deze breuk zal ook een breuk veroorzaken tussen de twee brouwers, die dan met elkaar gaan wedijveren om het erevoorzitterschap van de Société mutuelle des employés des brasseries, een vereniging voor werknemers in de brouwerijen. In de laatste akte stellen Suzanne en Albert alles in het werk om de verkiezing gunstig uit te laten pakken voor Beulemans, die daardoor vervuld wordt met diepe dankbaarheid tegenover Albert.

## Rolverdeling en regisseurs

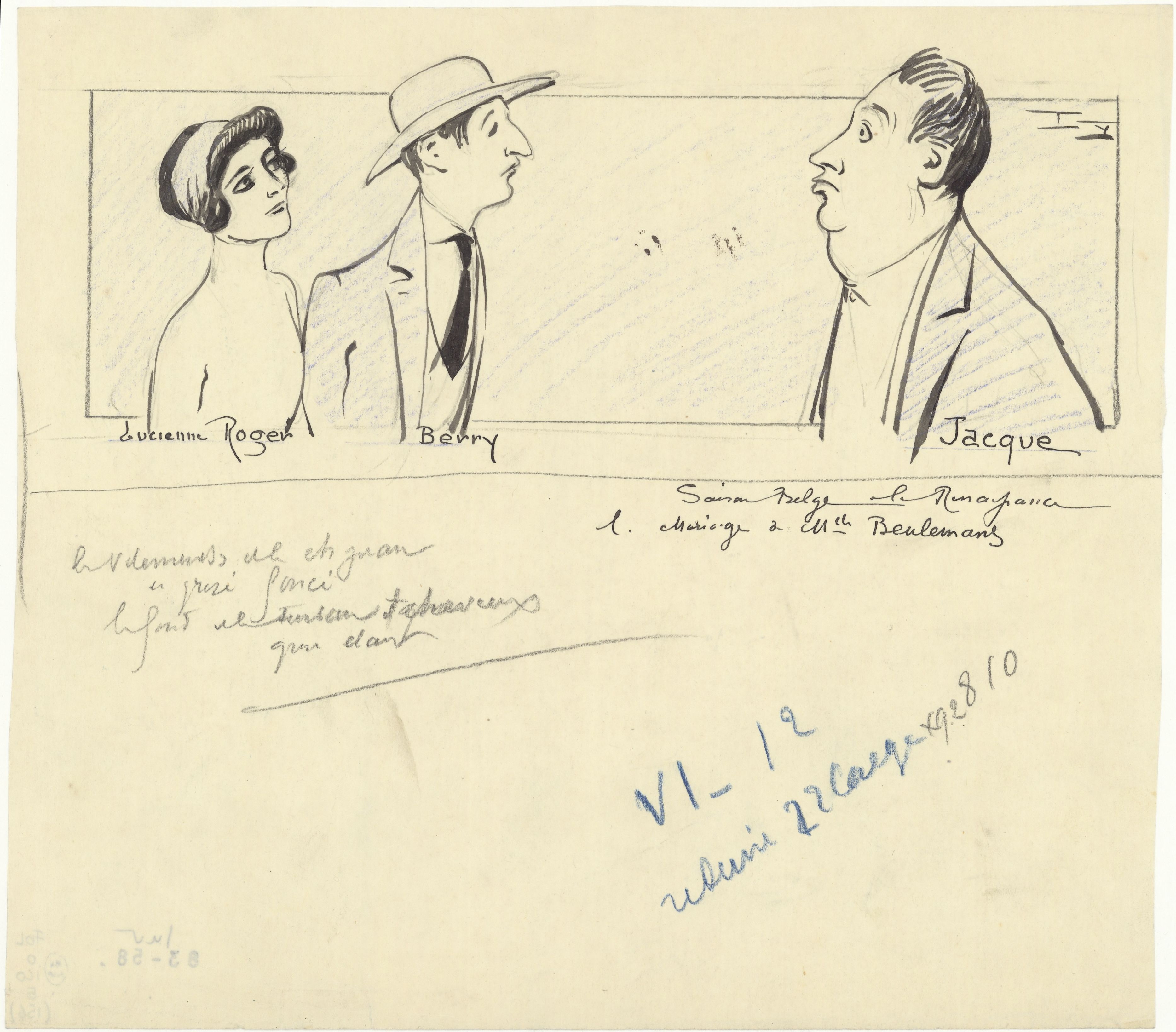
Lucienne Roger, Jules Berry en Alfred Jacque in het théâtre de la Renaissance te Parijs

- Lucienne Roger: Juffrouw Suzanne(ke) Beulemans, enige dochter van de familie Beulemans
- Alfred Louis Jacque: Ferdinand Beulemans, Brussels brouwer, vader van Suzanne
- Vara: Hortense Beulemans, moeder van Suzanne
- Jules Berry: Albert Delpierre, jonge Parijzenaar, werknemer van Meneer Beulemans
- Frémont: Meneer Delpierre, Parijse handelaar, vader van Albert en kennis van Meneer Beulemans
- Merin: Séraphin Meulemeester, verloofde van Suzanne
- Ambreville: Meneer Meulemeester, vader van Séraphin
- Vitry: Isabelle, dienstmeisje van de familie Beulemans[1]
- Mylo: Mostinckx, voorzitter van het Comité
- Marmont: Verduren, secretaris van het Comité
- Daix: Baron, penningmeester van het Comité
- Duro, Delferrière, Nobel, Lennac, Cerrébos: Leden van het Comité
- Cilly: Octavie, serveerster[1]

Regie: Frantz Fonson
Decor: Albert Dubosq

## Rondom het stuk
In een bericht dat de Franse regisseur Marcel Pagnol ter ere van de vijftigste verjaardag van ‘Het Trouwfeest van Juffrouw Beulemans’ in 1960 aan het Brusselse publiek richt, beschrijft hij hoe hij tot zijn Trilogie marseillaise kwam: 

Omdat ik me een banneling voelde in Parijs, kwam ik er rond 1925 achter dat ik van Marseille hield en dat wilde ik tot uitdrukking brengen door het schrijven van een Marseillaans stuk. Vrienden en mijn voorgangers raadden het me af: ze zeiden dat een dergelijk lokaal toneelstuk, met personages met een zo specifiek accent, buiten het departement Bouches-du-Rhône zeker niet begrepen zou worden. Zelfs in Marseille zou het als het werk van een amateur worden gezien. Dat leken me zwaarwegende redenen en ik zag van mijn plan af. Maar in 1926 zag ik een opvoering van ‘Het trouwfeest van juffrouw Beulemans’; dit meesterwerk was al zestien jaar oud en over de hele wereld beroemd.
Die avond begreep ik dat een lokaal, maar wel zeer oprecht en authentiek stuk, soms toch een plek kon krijgen in het literair erfgoed en in de hele wereld in de smaak kon vallen.
Ik heb dus voor Marseille geprobeerd wat Fonson en Wicheler voor Brussel hadden gedaan. En zo werd een Belgisch brouwer de vader van César en zo bracht de charmante juffrouw Beulemans op zeventienjarige leeftijd Marius ter wereld. Er is nog een ander personage dat zijn leven dankt aan de Brusselse komedie: dat is Meneer Brun die, wonderlijk genoeg, de echte zoon is van Parijzenaar Albert Delpierre. Ik had namelijk gemerkt dat Alberts accent in grappig contrast stond met het accent van de familie Beulemans, en dat het de Brusselse couleur locale vergrootte. Daarom heb ik in de Marseillaanse bar van César een man uit Lyon ten tonele gebracht.

Frantz Fonson en Fernand Wicheler gaven dit stuk nog een vervolg in de vorm van een operette: ‘Beulemans mari sa fille’ (Beulemans laat zijn dochter trouwen). De muziek werd gecomponeerd door Arthur van Oost. Deze operette in drie bedrijven en vier tableaux, werd voor het eerst op 18 oktober 1912 in het Théâtre Royal des Galeries te Brussel opgevoerd. Bij deze uitvoering werden de belangrijkste rollen vertolkt door:
- Yvonne Gay : Suzanne Beulemans
- Alfred Jacque : Ferdinand Beulemans
- Charmal : Mevrouw Beulemans
- Georges Foix : Albert Delpierre
- Mylo : Séraphin Meulemeester
- Ambreville : Vader Meulemeester

## Bewerkingen
De tekst van dit stuk werd in het Amerikaans-Engels vertaald en bewerkt door David Willinger in 1996 als Miss Bullberg's Marriage.
In 2003 brengt het Brussels Volkstejoêter, in regie van Roger Van de Voorde, voor het eerst hun interpretatie van het stuk in het Brussels.

## Bewerkingen voor bioscoop en televisie
Het stuk werd onder andere door Julien Duvivier samen met Andrée Brabant (1927), door Jean Choux (1932) en door André Cerf (1950) voor de bioscoop bewerkt.
In verschillende, door de RTBF uitgezonden, televisieproducties vertolkten de volgende acteurs de belangrijkste rollen:
- 1967 : Christiane Lenain (Suzanne), Jacques Lippe (Meneer Beulemans), Irène Vernal (Mevrouw Beulemans), Jean-Pierre Loriot (Séraphin), Alain Robert (Albert), Marcel Roels (Meneer Meulemeester)
- 1978 : Ania Guédroitz (Suzanne), Jacques Lippe (Meneer Beulemans), Christiane Lenain (Mevrouw Beulemans), Olivier Monneret (Séraphin), Leonil Mc Cormick (Albert), Robert Roanne (Meneer Meulemeester)
- 1998 : Cécile Florin (Suzanne), Raymond Pradel (Meneer Beulemans), Anne Deroever (Mevrouw Beulemans), Pierre Pigeolet (Séraphin), Damien Gillard (Albert), Robert Roanne (Meneer Meulemeester) – Productie van het theater van Montreux (Zwitserland)
- 2004 : Cécile Florin (Suzanne), Daniel Hanssens (Meneer Beulemans), Pascale Vyvère (Mevrouw Beulemans), Pierre Pigeolet (Séraphin), Damien Gillard (Albert), Robert Roanne (Meneer Meulemeester) Claudie Rion (Isabelle)
- 2014 : Wendy Piette (Suzanne), Daniel Hanssens (Meneer Beulemans), Manuela Servais (Mevrouw Beulemans), Denis Carpenters (Séraphin), Damien De Dobbeleer (Meneer Albert), Laure Godisiabois (Isabelle), Pascal Racan (Meneer Delpierre), Michel Poncelet (Meneer Meulemeester), Bernard Lefranc (de voorzitter), Jean-Paul Clerbois (de secretaris)[6]
- 2014: Een versie gespeeld door presentators en presentatrices van de Belgische zender RTBF: Caroline Veyt (Suzanne), Guy Lemaire (Meneer Beulemans), Marie-Hélène Vanderborght (Mevrouw Beulemans), Adrien Devyver (Séraphin), Stéphane Jobert (Albert), Hubert Mestrez (Meneer Meulemeester), Sara de Paduwa (Isabelle)

Wettelijk gezien behield het Théâtre royal des Galeries lange tijd, zowel voor professionele als voor amateurgroepen, de exclusieve rechten voor het stuk in Franstalig België. In 2006, zeventig jaar na de dood van Fernand Wicheler in 1935, is het stuk vrijgekomen van auteursrechten.